# Squadre di calcio vincitrici di tornei CONMEBOL
Questa pagina contiene un elenco delle squadre di calcio sudamericane che hanno vinto tornei ufficiali riconosciuti e organizzati dalla CONMEBOL. Non sono inclusi nelle statistiche, invece, i club non sudamericani vincitori di manifestazioni CONMEBOL.

## Classifica

### Legenda
| CL  | Copa de Campeones de América / Copa Libertadores                                |
| CS  | Coppa Sudamericana                                                              |
| SS  | Supercoppa Sudamericana                                                         |
| CC  | Coppa CONMEBOL                                                                  |
| RS  | Recopa Sudamericana                                                             |
| SB  | Coppa Suruga Bank / J. League YBC Levain Cup/CONMEBOL Sudamericana Championship |
| MN  | Coppa Merconorte                                                                |
| MS  | Coppa Mercosur                                                                  |
| CO  | Copa de Oro                                                                     |
| CMS | Copa Master de Supercopa                                                        |
| CMC | Coppa Master di Coppa CONMEBOL                                                  |
| CGC | Copa Ganadores de Copa                                                          |
| IA  | Coppa Interamericana                                                            |
| IC  | Coppa Intercontinentale                                                         |
| RI  | Recopa Intercontinental                                                         |

Nella legenda non è inclusa la Coppa Iberoamericana, competizione ufficiale gestita da CONMEBOL e RFEF, disputatasi soltanto nel 1994, la quale fu vinta dagli spagnoli del Real Madrid.

### Per club
| Club                    | Paese                | CL | CS | SS | CC | RS | SB | MN | MS | CO | CMS | CMC | CGC | IA | IC | RI | Totale |
| ----------------------- | -------------------- | -- | -- | -- | -- | -- | -- | -- | -- | -- | --- | --- | --- | -- | -- | -- | ------ |
| Boca Juniors            | Argentina (bandiera) | 6  | 2  | 1  | 0  | 4  | 0  | 0  | 0  | 1  | 1   | 0   | 0   | 0  | 3  | 0  | 18     |
| Independiente           | Argentina (bandiera) | 7  | 2  | 2  | 0  | 1  | 1  | 0  | 0  | 0  | 0   | 0   | 0   | 3  | 2  | 0  | 18     |
| River Plate             | Argentina (bandiera) | 4  | 1  | 1  | 0  | 3  | 1  | 0  | 0  | 0  | 0   | 0   | 0   | 1  | 1  | 0  | 12     |
| San Paolo               | Brasile (bandiera)   | 3  | 1  | 1  | 1  | 2  | 0  | 0  | 0  | 0  | 0   | 1   | 0   | 0  | 2  | 0  | 11     |
| Peñarol                 | Uruguay (bandiera)   | 5  | 0  | 0  | 0  | 0  | 0  | 0  | 0  | 0  | 0   | 0   | 0   | 0  | 3  | 1  | 9      |
| Nacional                | Uruguay (bandiera)   | 3  | 0  | 0  | 0  | 1  | 0  | 0  | 0  | 0  | 0   | 0   | 0   | 2  | 3  | 0  | 9      |
| Olimpia                 | Paraguay (bandiera)  | 3  | 0  | 1  | 0  | 2  | 0  | 0  | 0  | 0  | 0   | 0   | 0   | 1  | 1  | 0  | 8      |
| Santos                  | Brasile (bandiera)   | 3  | 0  | 0  | 1  | 1  | 0  | 0  | 0  | 0  | 0   | 0   | 0   | 0  | 2  | 1  | 8      |
| Cruzeiro                | Brasile (bandiera)   | 2  | 0  | 2  | 0  | 1  | 0  | 0  | 0  | 1  | 1   | 0   | 0   | 0  | 0  | 0  | 7      |
| Atlético Nacional       | Colombia (bandiera)  | 2  | 0  | 0  | 0  | 1  | 0  | 2  | 0  | 0  | 0   | 0   | 0   | 2  | 0  | 0  | 7      |
| Estudiantes             | Argentina (bandiera) | 4  | 0  | 0  | 0  | 0  | 0  | 0  | 0  | 0  | 0   | 0   | 0   | 1  | 1  | 0  | 6      |
| Grêmio                  | Brasile (bandiera)   | 3  | 0  | 0  | 0  | 2  | 0  | 0  | 0  | 0  | 0   | 0   | 0   | 0  | 1  | 0  | 6      |
| Internacional           | Brasile (bandiera)   | 2  | 1  | 0  | 0  | 2  | 1  | 0  | 0  | 0  | 0   | 0   | 0   | 0  | 0  | 0  | 6      |
| Vélez Sársfield         | Argentina (bandiera) | 1  | 0  | 1  | 0  | 1  | 0  | 0  | 0  | 0  | 0   | 0   | 0   | 1  | 1  | 0  | 5      |
| Flamengo                | Brasile (bandiera)   | 3  | 0  | 0  | 0  | 1  | 0  | 0  | 1  | 1  | 0   | 0   | 0   | 0  | 1  | 0  | 7      |
| LDU Quito               | Ecuador (bandiera)   | 1  | 2  | 0  | 0  | 2  | 0  | 0  | 0  | 0  | 0   | 0   | 0   | 0  | 0  | 0  | 5      |
| Atlético Mineiro        | Brasile (bandiera)   | 1  | 0  | 0  | 2  | 1  | 0  | 0  | 0  | 0  | 0   | 0   | 0   | 0  | 0  | 0  | 4      |
| Racing                  | Argentina (bandiera) | 1  | 1  | 1  | 0  | 1  | 0  | 0  | 0  | 0  | 0   | 0   | 0   | 0  | 1  | 0  | 5      |
| Colo-Colo               | Cile (bandiera)      | 1  | 0  | 0  | 0  | 1  | 0  | 0  | 0  | 0  | 0   | 0   | 0   | 1  | 0  | 0  | 3      |
| San Lorenzo             | Argentina (bandiera) | 1  | 1  | 0  | 0  | 0  | 0  | 0  | 1  | 0  | 0   | 0   | 0   | 0  | 0  | 0  | 3      |
| Palmeiras               | Brasile (bandiera)   | 3  | 0  | 0  | 0  | 1  | 0  | 0  | 1  | 0  | 0   | 0   | 0   | 0  | 0  | 0  | 5      |
| Argentinos Juniors      | Argentina (bandiera) | 1  | 0  | 0  | 0  | 0  | 0  | 0  | 0  | 0  | 0   | 0   | 0   | 1  | 0  | 0  | 2      |
| Vasco da Gama           | Brasile (bandiera)   | 1  | 0  | 0  | 0  | 0  | 0  | 0  | 1  | 0  | 0   | 0   | 0   | 0  | 0  | 0  | 2      |
| Cienciano               | Perù (bandiera)      | 0  | 1  | 0  | 0  | 1  | 0  | 0  | 0  | 0  | 0   | 0   | 0   | 0  | 0  | 0  | 2      |
| Arsenal                 | Argentina (bandiera) | 0  | 1  | 0  | 0  | 0  | 1  | 0  | 0  | 0  | 0   | 0   | 0   | 0  | 0  | 0  | 2      |
| Corinthians             | Brasile (bandiera)   | 1  | 0  | 0  | 0  | 1  | 0  | 0  | 0  | 0  | 0   | 0   | 0   | 0  | 0  | 0  | 2      |
| Lanús                   | Argentina (bandiera) | 0  | 1  | 0  | 1  | 0  | 0  | 0  | 0  | 0  | 0   | 0   | 0   | 0  | 0  | 0  | 2      |
| Defensa y Justicia      | Argentina (bandiera) | 0  | 1  | 0  | 0  | 1  | 0  | 0  | 0  | 0  | 0   | 0   | 0   | 0  | 0  | 0  | 2      |
| Santa Fe                | Colombia (bandiera)  | 0  | 1  | 0  | 0  | 0  | 1  | 0  | 0  | 0  | 0   | 0   | 0   | 0  | 0  | 0  | 2      |
| Athletico Paranaense    | Brasile (bandiera)   | 0  | 2  | 0  | 0  | 0  | 1  | 0  | 0  | 0  | 0   | 0   | 0   | 0  | 0  | 0  | 3      |
| Mariscal Santa Cruz     | Bolivia (bandiera)   | 0  | 0  | 0  | 0  | 0  | 0  | 0  | 0  | 0  | 0   | 0   | 1   | 0  | 0  | 0  | 1      |
| Botafogo                | Brasile (bandiera)   | 1  | 0  | 0  | 1  | 0  | 0  | 0  | 0  | 0  | 0   | 0   | 0   | 0  | 0  | 0  | 2      |
| Universidad Católica    | Cile (bandiera)      | 0  | 0  | 0  | 0  | 0  | 0  | 0  | 0  | 0  | 0   | 0   | 0   | 1  | 0  | 0  | 1      |
| Rosario Central         | Argentina (bandiera) | 0  | 0  | 0  | 1  | 0  | 0  | 0  | 0  | 0  | 0   | 0   | 0   | 0  | 0  | 0  | 1      |
| Talleres                | Argentina (bandiera) | 0  | 0  | 0  | 1  | 0  | 0  | 0  | 0  | 0  | 0   | 0   | 0   | 0  | 0  | 0  | 1      |
| América de Cali         | Colombia (bandiera)  | 0  | 0  | 0  | 0  | 0  | 0  | 1  | 0  | 0  | 0   | 0   | 0   | 0  | 0  | 0  | 1      |
| Millonarios             | Colombia (bandiera)  | 0  | 0  | 0  | 0  | 0  | 0  | 1  | 0  | 0  | 0   | 0   | 0   | 0  | 0  | 0  | 1      |
| Once Caldas             | Colombia (bandiera)  | 1  | 0  | 0  | 0  | 0  | 0  | 0  | 0  | 0  | 0   | 0   | 0   | 0  | 0  | 0  | 1      |
| Universidad de Chile    | Cile (bandiera)      | 0  | 1  | 0  | 0  | 0  | 0  | 0  | 0  | 0  | 0   | 0   | 0   | 0  | 0  | 0  | 1      |
| Chapecoense             | Brasile (bandiera)   | 0  | 1  | 0  | 0  | 0  | 0  | 0  | 0  | 0  | 0   | 0   | 0   | 0  | 0  | 0  | 1      |
| Independiente del Valle | Ecuador (bandiera)   | 0  | 2  | 0  | 0  | 1  | 0  | 0  | 0  | 0  | 0   | 0   | 0   | 0  | 0  | 0  | 3      |
| Fluminense              | Brasile (bandiera)   | 1  | 0  | 0  | 0  | 1  | 0  | 0  | 0  | 0  | 0   | 0   | 0   | 0  | 0  | 0  | 2      |

### Per Paese
| Paese     | CL | CS | SS | CC | RS | SB | MN | MS | CO | CMS | CMC | CGC | IA | IC | RI | Totale |
| --------- | -- | -- | -- | -- | -- | -- | -- | -- | -- | --- | --- | --- | -- | -- | -- | ------ |
| Argentina | 25 | 10 | 6  | 3  | 11 | 3  | 0  | 1  | 1  | 1   | 0   | 0   | 7  | 9  | 0  | 77     |
| Brasile   | 24 | 5  | 3  | 5  | 13 | 2  | 0  | 3  | 2  | 1   | 1   | 0   | 0  | 6  | 1  | 66     |
| Uruguay   | 8  | 0  | 0  | 0  | 1  | 0  | 0  | 0  | 0  | 0   | 0   | 0   | 2  | 6  | 1  | 18     |
| Colombia  | 3  | 1  | 0  | 0  | 1  | 1  | 4  | 0  | 0  | 0   | 0   | 0   | 2  | 0  | 0  | 12     |
| Paraguay  | 3  | 0  | 1  | 0  | 2  | 0  | 0  | 0  | 0  | 0   | 0   | 0   | 1  | 1  | 0  | 8      |
| Cile      | 1  | 1  | 0  | 0  | 1  | 0  | 0  | 0  | 0  | 0   | 0   | 0   | 2  | 0  | 0  | 5      |
| Ecuador   | 1  | 4  | 0  | 0  | 3  | 0  | 0  | 0  | 0  | 0   | 0   | 0   | 0  | 0  | 0  | 8      |
| Perù      | 0  | 1  | 0  | 0  | 1  | 0  | 0  | 0  | 0  | 0   | 0   | 0   | 0  | 0  | 0  | 2      |
| Bolivia   | 0  | 0  | 0  | 0  | 0  | 0  | 0  | 0  | 0  | 0   | 0   | 1   | 0  | 0  | 0  | 1      |

## Record
- Coppa Intercontinentale: Boca Juniors (Argentina),  Nacional (Uruguay) e Peñarol (Uruguay) con 3 trofei.
- Coppa Libertadores:  Independiente (Argentina) con 7 trofei (unica squadra a vincerne 4 consecutivi).
- Coppa Sudamericana: Boca Juniors (Argentina) e  Independiente (Argentina) con 2 trofei (Boca Juniors unica squadra a vincerne 2 consecutive).
- Recopa Sudamericana: Boca Juniors (Argentina) con 4 trofei.
- Supercoppa Sudamericana:  Independiente (Argentina) e Cruzeiro (Brasile) con 2 trofei (entrambe le squadre consecutivamente).
- Coppa CONMEBOL: Atlético Mineiro (Brasile) con 2 trofei.
- Coppa Merconorte: Atlético Nacional (Colombia) con 2 trofei.
- Coppa Interamericana:  Independiente (Argentina) con 3 trofei (unica squadra a vincerne 3 consecutivi).
- San Paolo (Brasile) ha vinto l'unica Coppa Master di Coppa CONMEBOL.
- Mariscal Santa Cruz (Bolivia) ha vinto l'unica Copa Ganadores de Copa.

### Altre statistiche
- Il Boca Juniors (Argentina) e l'Independiente (Argentina), con 18 trofei, sono le squadre che hanno vinto più trofei internazionali nel continente.
- L'Internacional (Brasile), il River Plate (Argentina) e l'Independiente (Argentina) sono le uniche squadre sudamericane a vantare i 4 tornei vigenti organizzati dalla CONMEBOL (Coppa Libertadores, Coppa Sudamericana, Recopa Sudamericana e Coppa Suruga Bank).
- Il San Paolo (Brasile) è l'unica squadra nella storia ad aver vinto 4 tornei in uno stesso anno (nel 1993 si aggiudicò Coppa Libertadores, Recopa Sudamericana, Supercoppa Sudamericana e Coppa Intercontinentale).
- Il Boca Juniors (Argentina), il San Paolo (Brasile), il River Plate (Argentina) e l'Independiente (Argentina) sono le squadre che hanno vinto la maggior quantità di tornei organizzati dalla CONMEBOL, in totale 7. Coppa Intercontinentale, Coppa Libertadores, Coppa Sudamericana, Recopa, Supercoppa Sudamericana, Copa Master de Supercopa e Copa de Oro per il Boca Juniors; Coppa Intercontinentale, Coppa Libertadores, Coppa Sudamericana, Recopa, Supercoppa Sudamericana, Coppa CONMEBOL e Coppa Master di Coppa CONMEBOL per il San Paolo; Coppa Intercontinentale, Coppa Libertadores, Coppa Sudamericana, Recopa, Supercoppa Sudamericana, Coppa Interamericana e Coppa Suruga Bank per il River Plate; Coppa Intercontinentale, Coppa Libertadores, Coppa Sudamericana, Recopa, Supercoppa Sudamericana, Coppa Interamericana e Coppa Suruga Bank per l'Independiente.
- Da alcuni anni la CONMEBOL invita club della CONCACAF a partecipare ai suoi tornei. Il  Pachuca (Messico) divenne la prima squadra della CONCACAF a vincere una competizione organizzata dalla CONMEBOL, conquistando la Coppa Sudamericana 2006. Con la collaborazione della JFA, inoltre, la CONMEBOL si occupa dell'organizzazione della Coppa Suruga Bank, vinta in sei occasioni da squadre giapponesi. Il Real Madrid, invece, è l'unico club UEFA ad aver vinto un titolo riconosciuto dalla CONMEBOL, la Coppa Iberoamericana del 1994 (organizzata con la collaborazione della RFEF).
- Le squadre del Venezuela sono le uniche affiliate alla CONMEBOL che non hanno mai vinto un torneo internazionale.